# باي جونج أوك
باي جونج أوك هي ممثلة كورية جنوبية، ولدت في 13 مايو 1964 بسول في كوريا الجنوبية.

## أعمالها

### مسلسلات تلفزيونية
- حبيية زوجي بدور جي سوو (SBS 2007).
- الشتاء العاصف بدور وانغ هاي جي (SBS 2013).[6]
- الوحش بدور جونغ مان-أوك (MBC 2016)[7]
- إمراة غير معروفة بدور هونغ جي وون (KBS 2017)[8]
- بث مباشر بدور أهن جانغ مي (2018 tvN)[9]
- عائلة أنيقة بدور هان جي كوك (MBN 2019)[10]
- الناجي المعين: 60 يوم (2019 tvN)[11]
- السيد ملكة بدور الملكة سونوون (2020 tvN)[12]
- المفتش الملكي جوي بدور ديوك بونج (tvN 2021)[13]
- مرة أخرى حياتي بدور تشون هو ريونغ (SBS 2022)- ظهور خاص[14]
- شوق لك بدور يو جيونغ سوك (ENA 2023)[15]
- تعتيم بدور يي يونغ-ايل (MBC 2024)[16]

## وصلات خارجية
- باي جونج أوك على موقع IMDb (الإنجليزية)
- باي جونج أوك على موقع قاعدة بيانات الفيلم (الإنجليزية)